# Walter Ader
Walter Ader, Berit Mila (křtěný) Walter Wolfgang, později též Walter Ader Hausman (7. listopadu 1912, Hodonín - ?) byl československý a později chilský šachista. 

## Život
Walter Ader se narodil v Hodoníně v židovské rodině restauratéra Markuse Adera a jeho ženy Rosálie rodem Hausmannové. V rodném městě vyrůstal v tzv. Židovském ostrově, kde navštěvoval židovskou školu. Šachy mu učarovali již v dětství a později se účastnil mnoha šachových turnajů. 
V roce 1938 se stal mistrem Ústřední jednoty českých šachistů a také vyhrál bleskový šachový turnaj v plynových maskách, jenž se pořádal jako nácvik protichemické obrany. V tomtéž roce se vystěhoval do Chile a změnil si jméno na Walter Ader Hausman. Chile později reprezentoval na 14. Šachové olympiádě v Lipsku v roce 1960. V roce 1966 Walter Ader Hausman vyhrál chilský šachový šampionát. Zúčastnil se rovněž mnoha mezinárodních šachových turnajů konaných v Jižní Americe. Také se dvakrát zúčastnil Pan American Chess Championship: v roce 1958 v Bogotě, kde obsadil 10. místo a v roce 1968 v Cárdenas, kde se dělil o 6.–7. místo. V Chile se rovněž stal redaktorem tamního šachového časopisu Jaque Mate.